# 스트루베 측지 아크
스트루베 측지 아크는 노르웨이 함메르페스트부터 흑해 연안까지 이어지는 측량 지점으로, 10개국 2820km에 걸쳐 있다. 세계 최초로 경선을 정확하게 측정하였다. 이 측지 아크는 독일계 러시아인 과학자 프리드리히 폰 스트루베(Friedrich von Struve)가 1816년부터 1855년까지 세웠으며, 지구의 정확한 크기와 모양을 측정하려고 하였다. 당시에는 이 아크가 스웨덴-노르웨이 및 러시아 제국만 지났다. 아크의 첫 지점은 타르투 천문대에 있었으며, 이 곳에서 많은 관측이 이루어졌다.
2005년 이 아크를 이루는 기념비 및 오벨리스크가 세계 유산으로 지정되었다. 측정 지점은 258개의 주 삼각형과 265개의 측지점으로 이루어져 있다. 가장 북쪽의 지점은 노르웨이 함메르페스트, 가장 남쪽의 지점은 우크라이나의 흑해 연안에 있다.

## 구성

### 노르웨이
- 함메르페스트, 푸글레네스
- 알타, 레이파스
- 카우토케이노, Luvdiidcohkka
- 카우토케이노, Baelljasvarri

### 스웨덴
- 키루나, "Pajtas-vaara" (Tynnyrilaki)
- 파얄라, "Kerrojupukka" (Jupukka)
- 외베르토르네오, Pullinki
- 하파란다, "Perra-vaara" (Perävaara)

### 핀란드
- 에논테키외, Stuorrahanoaivi (북위 68° 40′ 57″ 동경 22° 44′ 45″ / 북위 68.68250°  동경 22.74583° )
- 윌리토르니오, Aavasaksa (북위 66° 23′ 52″ 동경 23° 43′ 31″ / 북위 66.39778°  동경 23.72528° )
- 토르니오, Alatornion kirkko (북위 65° 49′ 48″ 동경 24° 09′ 26″ / 북위 65.83000°  동경 24.15722° )
- 코르필라흐티, Oravivuori(북위 61° 55′ 36″ 동경 25° 32′ 01″ / 북위 61.92667°  동경 25.53361° )
- 라피니애르비, Tornikallio (북위 60° 42′ 17″ 동경 26° 00′ 12″ / 북위 60.70472°  동경 26.00333° )
- 퓌흐태, Mustaviiri (북위 60° 16′ 35″ 동경 26° 36′ 12″ / 북위 60.27639°  동경 26.60333° )

### 러시아
- 고글란트, Mäkipäällys (1917/1920-1940년까지는 핀란드령)
- 고글란트, 고글란트 Z (북위 60° 5′ 9.8″ 동경 26° 57′ 37.5″ / 북위 60.086056°  동경 26.960417° )

### 에스토니아
- 배이케마리아, Võivere (북위 59° 03′ 28″ 동경 26° 20′ 16″ / 북위 59.05778°  동경 26.33778° )
- 배이케마리아, Simuna (북위 59° 02′ 54″ 동경 26° 24′ 51″ / 북위 59.04833°  동경 26.41417° )
- 타르투, 타르투 천문대 (북위 58° 22′ 43.64″ 동경 26° 43′ 12.61″ / 북위 58.3787889°  동경 26.7201694° )

### 라트비아
- 에르글류 노바츠, Ziestu (북위 56° 50′ 24″ 동경 25° 38′ 12″ / 북위 56.84000°  동경 25.63667° )
- 예캅필스, "Jacobstadt"(북위 56° 30′ 05″ 동경 25° 51′ 24″ / 북위 56.50139°  동경 25.85667° )

### 리투아니아
- 파네무넬리스, Gireišiai (북위 55° 54′ 09″ 동경 25° 26′ 12″ / 북위 55.90250°  동경 25.43667° )
- 네멘치네, Meškonys (북위 54° 55′ 51″ 동경 25° 19′ 00″ / 북위 54.93083°  동경 25.31667° )
- 네메지스, Paliepiukai (북위 54° 38′ 04″ 동경 25° 25′ 45″ / 북위 54.63444°  동경 25.42917° )

### 벨라루스
- 아슈먀니, Tupishki (북위 54° 17′ 30″ 동경 26° 2′ 43″ / 북위 54.29167°  동경 26.04528° )
- 젤바, Lopaty (북위 53° 33′ 38″ 동경 24° 52′ 11″ / 북위 53.56056°  동경 24.86972° )
- 이바나바, Ossovnitsa (북위 52° 17′ 22″ 동경 25° 38′ 58″ / 북위 52.28944°  동경 25.64944° )
- 이바나바, Chekutsk (북위 52° 12′ 28″ 동경 25° 33′ 23″ / 북위 52.20778°  동경 25.55639° )
- 이바나바, Leskovichi (북위 52° 9′ 39″ 동경 25° 34′ 17″ / 북위 52.16083°  동경 25.57139° )

### 몰도바
- 루디, 루디 측지점 (북위 48° 19′ 08″ 동경 27° 52′ 36″ / 북위 48.31889°  동경 27.87667° )

### 우크라이나
- 흐멜니츠키주 안토니우카, Katerinowka (북위 49° 33′ 57″ 동경 26° 45′ 22″ / 북위 49.56583°  동경 26.75611°  )
- 흐멜니츠키 주 Hvardiiske, Felschtin (북위 49° 19′ 48″ 동경 26° 40′ 55″ / 북위 49.33000°  동경 26.68194°  )
- 지토미르주 바라니우카, Baranowka (북위 49° 08′ 55″ 동경 26° 59′ 30″ / 북위 49.14861°  동경 26.99167°  )
- 오데사주 네크라시우카, Stara Nekrasivka (북위 45° 19′ 54″ 동경 28° 55′ 41″ / 북위 45.33167°  동경 28.92806°  )

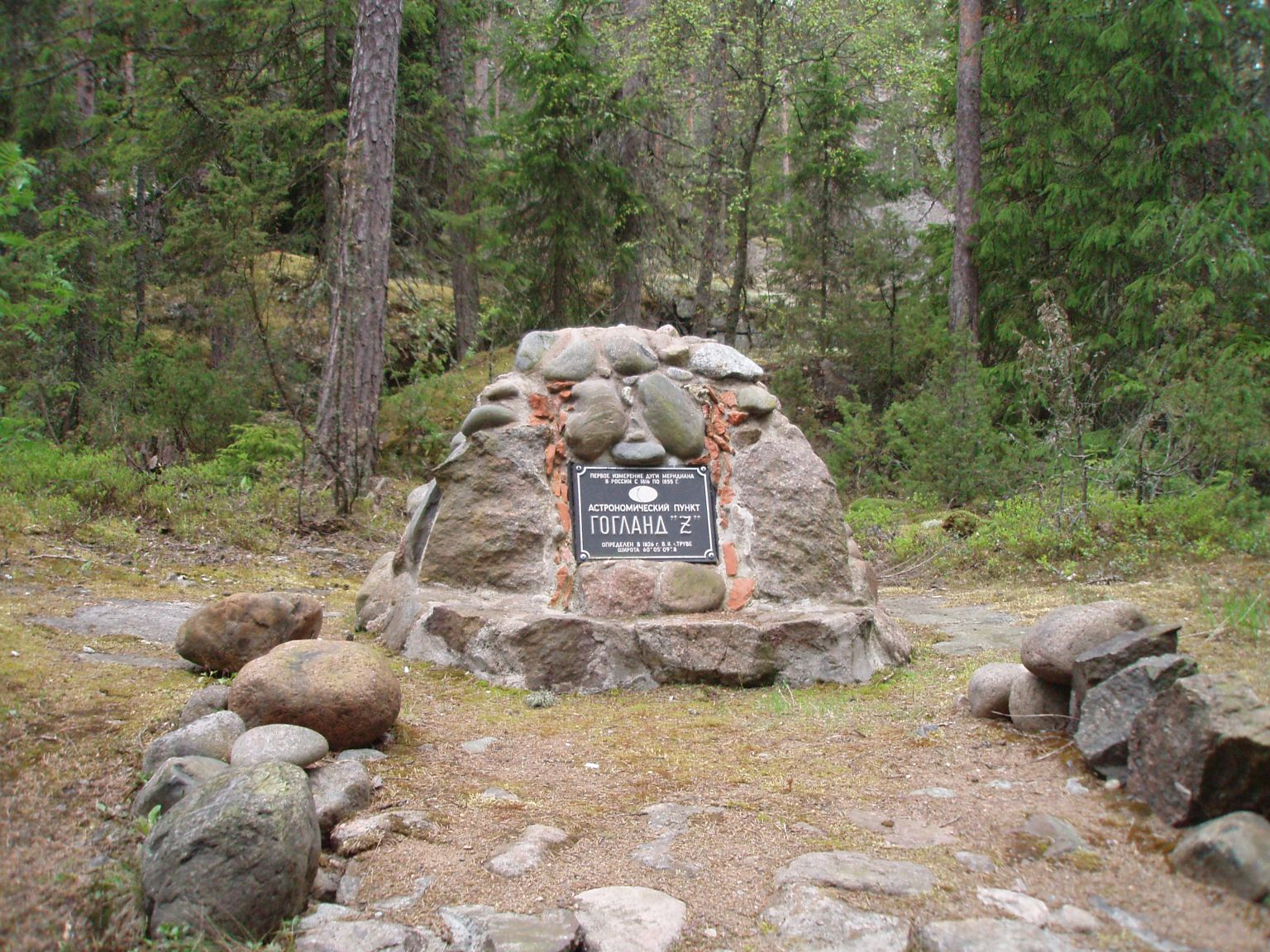
고글란트 Z

## 같이 보기
- 파리 자오선